# Ludwig Paul (Politiker)
Ludwig Paul (* 16. September 1864 in Wien; † 1. Juli 1920 ebenda) war ein österreichischer Politiker und Jurist.

## Leben
Ludwig Paul studierte von 1884 bis 1889 Rechtswissenschaft an der Universität Wien, gefolgt von einem Jahr Philosophie. 1890 wurde er Beamter bei der Straßenbahn Wien. Nach erfolgreichem Ablegen des letzten Staatsexamens, im Jahr 1898, erhielt Paul im Jahr 1901 eine Anstellung im 1896 gegründeten k.k. Eisenbahnministerium, dem heutigen Bundesministerium für Verkehr, Innovation und Technologie. Hier zeichnete er vor allem im Personalbereich verantwortlich und engagierte sich auch gewerkschaftlich.
1909 wurde Paul zum Direktionsstellvertreter bei den dem Ministerium direkt unterstehenden k.k. österreichischen Staatsbahnen ernannt, wurde jedoch nach Beginn des Ersten Weltkriegs ins Eisenbahnministerium zurück versetzt. Durch seine Organisation von Lebensmittelrationen für die Bediensteten der Eisenbahn zeigte er selbst in schwierigen Zeiten sein Organisationstalent.
Nachdem er seit 26. Februar 1918 in k.k. Regierungen (Seidler, ab 25. Juli 1918 Hussarek von Heinlein, zuletzt bis 11. November 1918 im Ministerium Lammasch) zum Leiter des Amtes für Volksernährung (formell Minister ohne Geschäftsbereich) ernannt worden war, wurde Paul am 15. März 1919 zum Staatssekretär für Verkehrswesen (Verkehrsminister) in der Staatsregierung Renner II und am 17. Oktober 1919 in der Staatsregierung Renner III gewählt, ein Amt, das er bis zu seinem Tod ausübte. Er wurde am Ottakringer Friedhof bestattet.